# Manuel Brieva
Manuel Brieva (a veces acreditado como Manuel Brieba) (?-Madrid, 10 de septiembre de 2010) fue un actor español que participó en ocho películas y en diversas obras de teatro televisado y series televisivas a lo largo de su trayectoria profesional, que abarcó desde 1971 hasta 1992.
Es recordado sobre todo por interpretar al padre de "El Piraña" en la serie Verano azul.
Falleció el 10 de septiembre de 2010, tras una larga enfermedad.
| - Secuestro a la española (1972) - ¡No firmes más letras, cielo! (1972) - Celos, amor y Mercado Común (1973) - El chulo (1974) - Uno del millón de muertos (1977) - Las locuras de Jane (1978) - Redondela (1987) - Pareja enloquecida busca madre de alquiler (1990) - Hora once (1968–1974) (1 episodio -1971-) - Estudio 1 (1965–1984) (2 episodios -1971- y -1974-) - Este señor de negro (1975–1976) (2 episodios -1975- y -1976-) - Novela (1963–1978) (2 episodios -1974- y -1978-) - Palabras cruzadas (1974–1977) (1 episodio -1977-) - Curro Jiménez (1976–1979) (1 episodio -1977-) - Teatro breve (1966–1981) (1 episodio -1980-) - El español y los siete pecados capitales (1980) - Verano azul (1981–1982) (7 episodios -1981- y -1982-) - Teresa de Jesús (1984) - Por la calle de Alcalá (Antología de la Revista) (1986) - Pedro I el Cruel (1989) (2 episodios) - Farmacia de guardia (1991–1996) (1 episodio - 1992-) |